# 2014年斯洛伐克总统选举

第二轮选举结果:
基斯卡
菲佐

2014年斯洛伐克总统选举在3月15日举行，由於無候選人取得過半數票，於3月29日进行第二轮投票。这也是斯洛伐克独立以来第四次全民参与公投的总统选举。时任总统伊万·加什帕罗维奇已连任二届，根据宪法不能再次参加竞选。
2014年1月15日，斯洛伐克国民议会议长帕沃尔·帕什卡确认，有15名候选人参与2014年斯洛伐克总统选举，创总统候选人数之最。
在首轮选举中，现任总理、方向党主席罗贝尔特·菲佐和慈善家、独立候选人安德雷·基斯卡进入总统选举第二轮投票。斯洛伐克统计局最终统计结果显示，在首轮投票中菲佐赢得28%的选票，位居首位。基斯卡则凭借24%的得票率，名列第二。排名其后的是另一名独立候选人拉多斯拉夫·普罗哈兹卡，获得21.24%的选民支持。
数据同时显示，参与本轮投票的选民比例为43.4%，而在2009年的上次投票中，投票率为43.63%。按照斯洛伐克宪法规定，候选人只有在首轮投票中赢得50%以上的有效选票，方能直接当选总统。由于在本届选举首轮投票中无人得票超过半数，因此位居前两位的菲佐和基斯卡进入3月29日举行的第二轮投票。
3月29日，基斯卡获59.38%的选票，赢得本届总统选举。

## 第一轮

### 候选人
- 久洛·巴尔多什（英语：Gyula Bárdos） – 匈牙利人社区党成员
- 约瑟夫·贝希尔 – 商人和公民活动家
- 扬·恰尔诺古尔斯基 – 前基督教民主运动主席
- 罗贝尔特·菲佐 – 现任总理，方向－社會民主黨提名候选人
- 威廉·菲舍尔 – 心血管外科医师
- 帕沃尔·赫鲁绍夫斯基（英语：Pavol Hrušovský） – 基督教民主运动保守派政治家
- 扬·尤里什塔 – 前斯洛伐克驻阿根廷大使，由共产党支持
- 安德雷·基斯卡 – 前商人和慈善家
- 米兰·克尼亚日科（英语：Milan Kňažko） – 演员和天鹅绒革命领袖
- 斯坦尼斯拉夫·马丁奇科 – 商人和斯洛伐克公民联合会主席
- 米兰·梅尔尼克 – 配位化学和生物无机化学科学家
- 海伦娜·梅曾斯卡 – 平民和独立人格MP
- 拉多斯拉夫·普罗哈兹卡（英语：Radoslav Procházka） – 宪法律师和前基督教民主运动成员
- 约瑟夫·希姆科 – 里马夫斯卡索博塔市长

 退出候选人 
- 卢比查·布拉什科娃 – 2013年4月7日登记参加总统竞选，2014年1月9日退出.
- 彼得·奥苏斯基（英语：Peter Osuský） –  2013年6月12日登记参加总统竞选，2014年1月29日退出，自由和团结党另提名普罗哈兹卡为候选人。[7]

## 选举结果

地区第二轮选举结果:
菲佐
基斯卡

选区首轮选举结果:
菲佐
基斯卡
普罗哈兹卡
克尼亚日科
巴尔多什

| 候选人和提名党派                         | 首轮      | 首轮   | 第2轮     | 第2轮  |
| 候选人和提名党派                         | 选票      | %      | 选票      | %      |
| ---------------------------------------- | --------- | ------ | --------- | ------ |
| 罗贝尔特·菲佐 (Smer)                     | 531,919   | 28.0   | 893,841   | 40.61  |
| 安德雷·基斯卡 (独立)                     | 455,996   | 24.0   | 1,307,065 | 59.38  |
| 拉多斯拉夫·普罗哈兹卡 (独立)             | 403,548   | 21.2   |           |        |
| 米兰·克尼亚日科 (独立)                   | 244,401   | 12.9   |           |        |
| 久洛·巴尔多什 (SMK–MKP)                  | 97,035    | 5.1    |           |        |
| 帕沃尔·赫鲁绍夫斯基 (KDH、SDKÚ–DS、Most) | 63,298    | 3.3    |           |        |
| 海伦娜·梅曾斯卡 (独立)                   | 45,180    | 2.4    |           |        |
| 扬·尤里什塔 (KSS)                        | 12,209    | 0.6    |           |        |
| 扬·恰尔诺古尔斯基 (独立)                 | 12,207    | 0.6    |           |        |
| 威廉·菲舍尔 (独立)                       | 9,514     | 0.5    |           |        |
| 约瑟夫·贝希尔 (独立)                     | 9,126     | 0.5    |           |        |
| 米兰·梅尔尼克 (独立)                     | 7,678     | 0.4    |           |        |
| 约瑟夫·希姆科 (SMS)                      | 4,674     | 0.2    |           |        |
| 斯坦尼斯拉夫·马丁奇科 (KOS)              | 2,547     | 0.1    |           |        |
| 合计(投票率 43.40% / 50.48% )            | 1,899,332 | 100.00 | 2,200,906 | 100.00 |
| 来源: statistics.sk                      |           |        |           |        |